# Multimate Service Bouwmarkt
Multimate was een Nederlandse winkelketen in doe-het-zelf- en tuinartikelen, een zogeheten bouwmarkt. De bouwmarkten zijn eigendom van verschillende franchise-ondernemers. Het hoofdkantoor van de franchise-organisatie, Doe-het-zelf-groep Nederland (DGN retail), staat in Hoevelaken en is onderdeel van Euretco B.V. DGN retail heeft ruim 315 aangesloten verkooppunten waarvan ongeveer 70 verkooppunten opereren onder de Multimate-formule. Naast Multimate heeft DGN retail ook de formule Hubo.

## Ombouw naar Hubo
DGN retail is in 2016 begonnen met het ombouwen van alle Multimates naar de Hubo Nederland-formule. In mei 2021 is de laatste ombouw afgerond, waarmee er geen Multimate-formule meer bestaat.